# Brucerolis howensis
Brucerolis howensis là một loài chân đều trong họ Serolidae. Loài này được Storey & Poore miêu tả khoa học năm 2009.